# Cvetana Priol
Cvetana Priol, slovenska glasbena pedagoginja, mistikinja in svetniška kandidatka, * 19. februar 1922, Maribor, † 11. avgust 1973, Maribor.

## Življenje
Cvetana Priol se je rodila 19. februarja 1922 v Mariboru. Bila je najstarejša od treh hčera. Drugi dve sta bili Božena in Nevenka. Oče Josip Priol je bil direktor Sadjarskega inštituta v Mariboru in je bil svetovno znani strokovnjak na področju sadjarstva. Hčere so vse tri obiskovale osnovno šolo pri šolskih sestrah v Mariboru. Cvetana je zatem hodila v klasično gimnazijo. S starši je bila leta 1941 pregnana v Gradec, kjer je delala v tovarni tankov in hudo zbolela. Bolezen jo je od tedaj spremljala vse življenje. Leta 1944 se je vpisala na študij glasbe na Glasbeni akademiji v Gradcu, ki ga je po 2. svetovni vojni nadaljevala na ljubljanski akademiji. Od leta 1956 do upokojitve 1969 je poučevala glasbo na Srednji glasbeni šoli Maribor.
Pisala je dnevnik z naslovom Darovana, v katerem je zapisala svoje razmišljanje ob trpljenju zaradi bolezni in drugih preizkušenj. V njem je med drugim navedla, da se je spomladi leta 1937, pri 17. letih, v kapeli sv. Križa v mariborski stolnici darovala Bogu kot žrtev ljubezni. To daritev je kasneje še nekajkrat obnovila. Živela je skrito mistično in trpeče življenje, ki ga je obravnavala kot Božji dar. Umrla je 11. avgusta 1973 v Mariboru, pokopana je na pobreškem pokopališču.

## Postopek za beatifikacijo
1. marca 2003 je Josephus Saraiva Martins iz Kongregacije za zadeve svetnikov v Rimu pisal mariborskemu škofu Francu Krambergerju, da s strani Svetega sedeža nič ne nasprotuje postopku beatifikacije. S tem se je postopek tudi uradno pričel.

## Dom
Dom Cvetane Priol se nahaja tik ob vznožju Kalvarije v Mariboru, na robu mesta (Vinarska ulica 14 a). V hiši načrtujejo ureditev spominske sobe, v kateri nameravajo predstaviti njeno življenje in delo. Hiši je prizidana tudi kapela, kjer je Cvetana pogosto molila. Leta 2006 je bila kapela v celoti obnovljena. Župnija Maribor - Sv. Janez Krstnik je 18. maja 2006 organizirala blagoslovitev kapele, ki jo je opravil mariborski pomožni škof Jožef Smej.

## Priolova v umetnosti
Vanda Brvar je o Cvetaninem življenju posnela dokumentarni film z naslovom Cvetana Priol. Film se je udeležil 2. festivala krščanskih filmskih ustvarjalcev za nagrado Zlati križ in izmed sedmih prispelih filmov prejel 2. nagrado.